# Train surfing

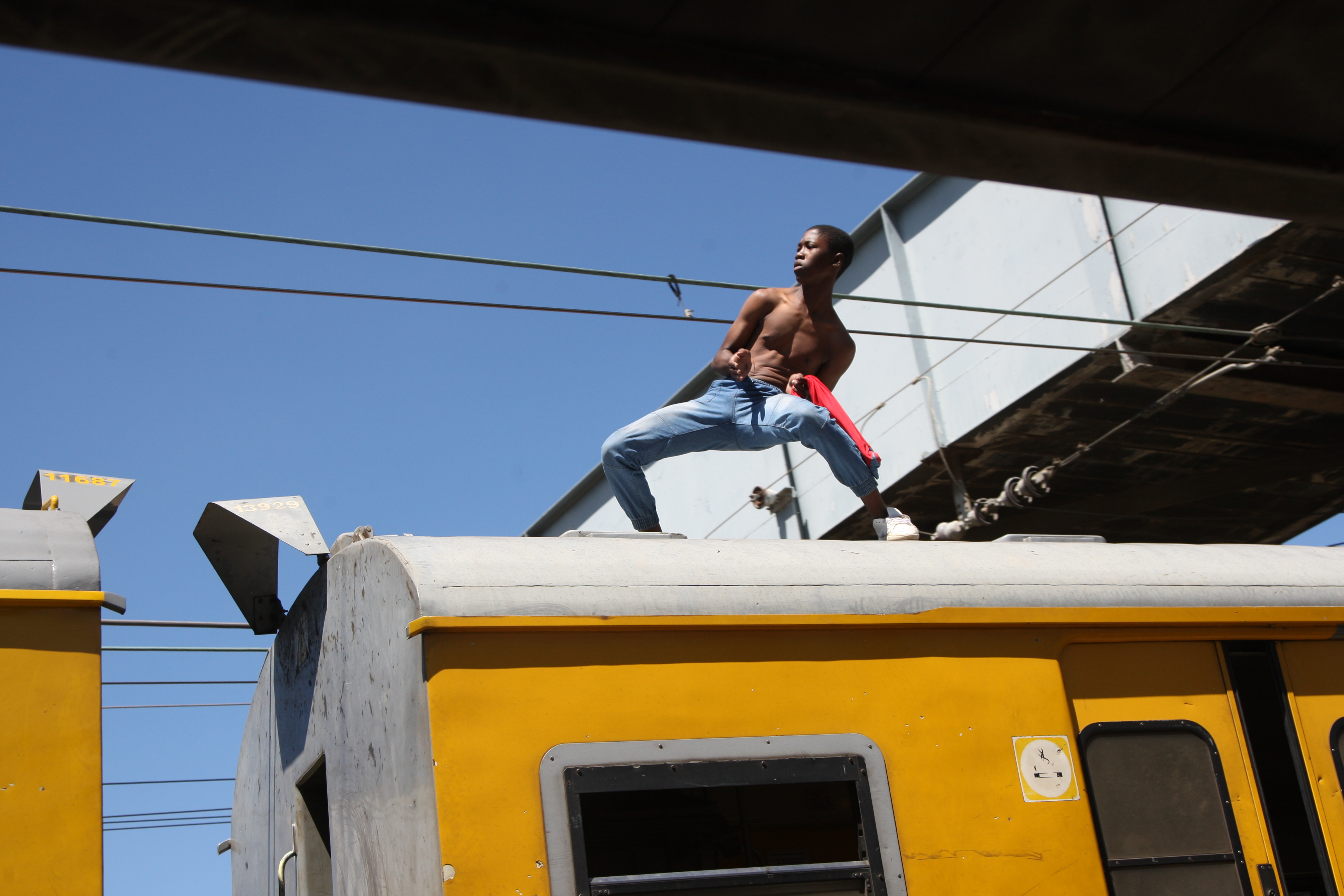
Train surfing in Soweto (Sudáfrica)

El surfeo de trenes (del inglés train surfing o trainsurfing) también conocido como metring o subwaysurfing es una práctica extrema que consiste en viajar sobre la carrocería de un tren en movimiento, bien agarrado a los costados, por debajo entre las ruedas o de pie sobre el techo.

## Origen
El origen de esta práctica se sitúa frecuentemente en suburbios de Sudáfrica, en ciudades como Soweto o Johannesburgo, alrededor de finales de los años 1970, si bien la práctica se ha extendido por diversos lugares del planeta, como Asia, Europa o Sudamérica. Los responsables de los servicios de transporte sudafricanos han condenado estas prácticas a menudo, tras sufrir varias desgracias de jóvenes adolescentes que arriesgan su vida a cambio de las fuertes sensaciones y el reconocimiento social.

## Expansión
Durante los años 1980, el surfeo de trenes adquirió cierta popularidad en Alemania, conociéndose como S-Bahn Surfing. Aunque el fenómeno fue absorbido por la cultura alemana del grafiti, en 2005 volvió a renacer impulsado por Internet, donde apareció la historia de un joven que supuestamente padecía una forma incurable de leucemia, el cual se dedicó a realizar una serie de vídeos en las redes de ferrocarril alemanas, incluyendo el InterCityExpress, uno de los trenes más veloces del país. En una entrevista para una emisora germana, se desveló que la historia no era cierta, sino un bulo de Internet.
La práctica también se ha extendido desde los años 2000 por el Reino Unido, donde ha dejado víctimas heridas y fallecidas. En Londres, igualmente se ha notado un incremento de casos de train surfing en las redes de Metro, e incluso se ha atribuido a dicha práctica el caso de alguna muerte.
En Dinamarca, a raíz del primer accidente mortal en el país, se lanzó una página a modo de protesta y campaña contra el surfeo de trenes.
También en Sudamérica se ha conocido el caso de jóvenes que practican el surfeo de trenes, produciéndose también desgraciados accidentes.
En Australia también hay una creciente preocupación acerca del fenómeno.

## Riesgos
A la posibilidad evidente de una caída tras un mal paso o por no agarrarse con seguridad, se unen los diversos postes que se cruzan a gran velocidad, los túneles o los peligrosos cables de alta tensión, que han llevado a varios practicantes a morir electrocutados, sin necesidad siquiera de tocar los cables, pues la alta tensión de la catenaria puede llegar a producir arcos voltaicos de varias decenas de centímetros.